# Itō Shiori
Itō Shiori (伊藤 詩織 Y Đằng Thi Chức, sinh năm 1989) là một nhà báo và nhà làm phim người Nhật. Công việc của cô tập trung vào vấn đề bình đẳng giới và nhân quyền.Năm 2020 Ito Shiori được tạp chí TIME bình chọn là một trong “100 nhân vật có ảnh hưởng nhất thế giới năm 2020”.

## Sự nghiệp
Năm 2013, Itō theo học một trường đại học ở New York chuyên ngành báo chí và nhiếp ảnh. Sau đó cô thực tập tại Thomson Reuters. Giờ đây cô là một nhà báo và nhà làm phim tự do.

## Vụ kiện tấn công tình dục
Khi đang thực tập tại Thomson Reuters, Itō tới một quán bar izakaya tại Ebisu, Shibuya với Yamaguchi Noriyuki, một nhà báo truyền hình nổi tiếng và là người quen của Thủ tướng Nhật Bản Abe Shinzō. Cô trở nên say sưa và được yêu cầu quay lại khách sạn nơi cô buộc tội Yamaguchi cưỡng hiếp cô. Yamaguchi phủ nhận cáo buộc, nói rằng họ có quan hệ tình dục đồng thuận. Cô cho biết kinh nghiệm của cô với hệ thống pháp luật Nhật Bản cho cô thấy rằng nạn nhân của tội phạm tình dục bị phá hoại và bị phớt lờ. Cô kêu gọi quốc hội Nhật Bản cập nhật luật pháp của Nhật Bản liên quan đến nạn hiếp dâm, vốn có từ hơn một thế kỷ. Cô giải thích làm thế nào cô không thể có được thông tin về bệnh viện nào cung cấp bộ dụng cụ hiếp dâm mà không trải qua một cuộc phỏng vấn sơ bộ. Khi cô đến đồn cảnh sát, cô đã không được khuyến khích nộp bản trình báo và thông báo rằng sự nghiệp của cô sẽ bị hủy hoại mà không có lý do nếu cô làm điều này. Cô được cho biết mình không hành động như một nạn nhân, và phải được một số sĩ quan phỏng vấn, trong đó có một người bảo cô tái hiện vụ cưỡng hiếp bằng một hình nộm trong khi anh ta chụp ảnh. Mặc dù ban đầu họ nói rằng họ sẽ bắt giữ Yamaguchi, nhưng đột nhiên lại rút lời. Itō sau đó đã nhờ cậy đến giới truyền thông, nhưng không ai thèm để tâm câu chuyện của cô. Khi cô nói về trải nghiệm tại một cuộc họp báo, cô được đưa lên hãng tin quốc gia và ngay lập tức bắt đầu nhận được phản ứng dữ dội, email nặc danh và đe dọa từ dư luận trong nước. Về sau cô trở thành gương mặt của phong trào Me Too tại Nhật Bản.
Động thái của nhà báo được nhiều người gọi là táo bạo vì lịch sử khủng khiếp của Nhật Bản khi nói đến các vấn đề như cưỡng hiếp. “Các nhà báo nữ phải đối mặt với những hậu quả nghiêm trọng vì đã lên tiếng và chúng tôi ủng hộ động thái của Shiori nhằm tiếp cận vấn đề này một cách hợp pháp trong một trong những trường hợp mang tính bước ngoặt ở Nhật Bản và thế giới,” giám đốc sáng lập tổ chức The Coalition For Women In Journalism (Liên minh Phụ nữ ngành Báo chí) Kiran Nazish cho biết.
Itō chính thức đệ đơn kiện Yamaguchi vào tháng 9 năm 2017 vì tội tấn công tình dục cô trong một khách sạn vào ngày 4 tháng 4 năm 2015. Itō trước đó đã nộp một bản trình báo của cảnh sát vào tháng 7 năm 2016, mặc dù nó đã bị các công tố viên bỏ qua vì không đủ bằng chứng. Sau đó, Itō đã đệ đơn khiếu nại lên Ủy ban Điều tra Truy tố, nhưng phán quyết tháng 9 năm 2017 đã không buộc tội Yamaguchi vì "không có cơ sở pháp luật chung để lật ngược vụ việc."
Một tòa án ở Tokyo vào tháng 12 năm 2019 đã trao cho Itō 3,3 triệu yên (30.000 đô la Mỹ) cộng với các khoản phí bồi thường thiệt hại từ Yamaguchi, tuy nhiên ông tuyên bố rằng ông sẽ kháng cáo quyết định này (ban đầu cô đòi Yamaguchi phải bồi thường 11 triệu yên (100.000 đô la Mỹ). Yamaguchi phủ nhận cáo buộc và đệ đơn kiện chống lại Itō, đòi bồi thường 130 triệu yên (1.180.000 đô la Mỹ), cho rằng vụ việc là đồng thuận và các cáo buộc sau đó đã làm tổn hại danh tiếng của ông, mặc dù vụ kiện đó sau này đã bị từ chối do sự không nhất quán trong lời khai của mình. Phán quyết này đã thu hút giới báo chí quốc tế do thiếu các vụ tấn công tình dục được trình báo ở Nhật Bản và số lượng thử thách gắt gao về mặt xã hội và pháp lý mà Itou phải chịu đựng để lên tiếng.
Cuốn sách Black Box của cô, nói về vụ kiện tụng này và những trải nghiệm của cô về sau. Tác phẩm được Hiệp hội Báo chí Tự do Nhật Bản trao giải thưởng báo chí xuất sắc nhất vào năm 2018.

## Giải thưởng
- Hiệp hội Báo chí Tự do Nhật Bản - Giải Tự do Báo chí (2018) cho tác phẩm Black Box[8]
- Liên hoan Phim New York - giải bạc (2018) cho đạo diễn phim Undercover Asia: Lonely Deaths[9]